# Белянка Боудена
Белянка Боудена (лат. Pieris bowdeni) — дневная бабочка из семейства белянок (Pieridae). Вид занесён в Красную книгу Армении (лимитирующие факторы: перевыпас, уменьшение количества осадков в результате изменения климата).

## Описание
Длина переднего крыла 17—20 мм. Крылья белые, с несколькими чёрными пятнами. Усики с головчатой булавой, светлые, булава тёмная. У самца переднее крыло сверху белое, с серой или чёрной вершиной. Нижняя поверхность переднего крыла, с зеленоватым или охристо-жёлтым полем у вершины, жилки по всей длине затемнены, часто имеется по одному расплывчатому чёрному пятну. Заднее крыло снизу белое, желтоватое, желтовато-зелёное или охристо-жёлтое. Жилки крыла R4, R5 и М1 имеют общий ствол. Половой диморфизм выражается в более сильно развитом тёмном рисунке на крыльях у самок.

## Ареал
Северные районы Ирана и Турции, Северное Закавказье и Копет-Даг. На территории Армении вид известен по единственному местообитанию на сколе горы Арагац. Населяет изолированные альпийские луга среди скал на высоте 2900-3200 м над уровнем моря.

## Биология
Развивается в одном поколении за год. Время лёта: с середины июля до середины августа. Самка откладывает яйца кучками на нижнюю сторону листьев кормовых растений. Кормовое растения гусениц — Arabis caucasica (Cruciferacea). Зимует куколка.